# 膝子
膝子（ひざこ）は、埼玉県さいたま市見沼区の大字。郵便番号は337-0021。

## 地理
さいたま市見沼区東端部に位置する。西で東宮下、北で大谷と加田屋、東で岩槻区谷下 、柏崎と横根、南で緑区上野田と高畑に隣接する。概ね綾瀬川の右岸、見沼代用水東縁（一部は加田屋川）左岸にあたる。
大宮台地の鳩ケ谷支台がある西側を埼玉県道105号さいたま鳩ヶ谷線（日光街道の脇往還の日光御成街道で、旧国道122号）が通り、古くからの人家が立地するほか、一里塚も残る。さらに西側の見沼代用水東縁や加田屋川沿いの低地にはかつて見沼が広がっていたが、干拓されて現在は田圃や都市公園となっている。東部の綾瀬川沿いの後背湿地には、明治初期までは旧流路が膝子沼として広がっていたが、干拓されて現在は田圃となっている。また、区域区分は全域が市街化調整区域に属する。
最寄駅は東武野田線（東武アーバンパークライン）七里駅だが、駅から2キロメートル以上離れている。駅から当地区まで国際興業の路線バスが運行されているが、本数が少ないため、に公共交通機関の便はあまり良くない。
かつては立場を成して栄えたというが、現在は街道沿いに古くからの人家などが疎らにあり、農地が広がる農業地域である。縄文時代中期の中道遺跡や縄文時代後期で県重要遺跡の膝子遺跡が存在する。

### 河川
- 見沼代用水東縁
- 綾瀬川
- 加田屋川
- 伝右川

## 小字
- 芝宮、久保脇、一り塚、鈎島、辻の下、中田、八幡下、台の下、押付、外新田、大縄場、見沼[7]、辻、中道、台、会ノ谷、崎原、江川、新田　他

## 歴史
かつては江戸期から存在した武蔵国足立郡南部領に属する膝子村であった。村高は正保年間の『武蔵田園簿』では607石余（田450石余、畑156町余）、『元禄郷帳』では696石余、『天保郷帳』では726石余であった。助郷は日光御成街道大門宿に出役していたが、寛保・宝暦年間は中山道大宮宿にも代出役していた。化政期の戸数は93軒で、村の規模は東西8町余、南北10町余であった。慶安年間には光徳寺に寺領13石が寄進されていた。綾瀬川には明見河岸が設けられていた。

### 地名の由来
当地に残る膝子塚から。かつて農家の妻が奇形児を産んだが、それが人の膝のように見える肉塊で、それを塚に埋めたためにこの名がついたといわれている。

### 沿革
- はじめは幕府領。以降変遷なし[6]。なお、検地は1623年（元和9年）に実施。
- 1727年（享保12年） - 見沼が干拓され[12]、村内に見沼代用水が1728年（享保13年）開削。
- 1731年（享保16年） - 見沼通船が開始、村内に膝子河岸が設置される[10][6]。
- 1828年（文政11年） - 大門宿寄場34か村組合に所属[6]。
- 幕末時点では足立郡膝子村であった。明治初年の『旧高旧領取調帳』の記載によると、代官大竹左馬太郎支配所が管轄する幕府領であった[13]。
- 1868年（慶応4年）6月19日 - 幕府領が武蔵知県事・山田政則（忍藩士）の管轄となる。
- 1869年（明治2年）
  - 1月13日 - 武蔵知県事・宮原忠英の管轄区域に大宮県を設置、同県の管轄となる。県庁は東京府馬喰町に置かれる。
  - 9月29日 - 県庁が浦和に置かれ浦和県に改称。
- 1871年（明治4年）11月13日 - 第1次府県統合により埼玉県の管轄となる。
- 1879年（明治12年）3月17日 - 郡区町村編制法の埼玉県での施行により北足立郡の所属となる。
- 1889年（明治22年）
  - 4月1日 - 町村制の施行により、北足立郡膝子村が単独で自治体を形成[6]。大字はなし。大谷村・猿ヶ谷戸村・東門前村・東宮下村・新堤村・風渡野村と大谷村外6ヶ村組合を結成し、組合役場を猿ヶ谷戸村に設置。
  - 6月1日 - 大谷村外6ヶ村組合が膝子村外6ヶ村組合に改称される。
- 1913年（大正2年）4月2日 - 膝子村外6ヶ村組合を解消し、7村の区域をもって七里村が発足[14]。同日膝子村廃止。七里村の大字膝子となる。
- 1955年（昭和30年）1月1日 - 七里村が大宮市に編入[14]。大宮市の大字となる。
- 1963年（昭和38年） - 一部の地域を岩槻市（現：さいたま市岩槻区）に編入[6]。
- 1980年（昭和55年）4月1日 - 地内に埼玉県立大宮東高等学校が開校する[15]。
- 1984年（昭和59年）8月 - 地内に東部環境センター（現さいたま市東部環境センター）が落成する[16]。
- 2000年（平成12年）4月 - 地内に七里総合公園が開設される。[17]。
- 2001年（平成13年）5月1日 - 大宮市が浦和市・与野市と合併してさいたま市が発足。さいたま市の大字となる。
- 2003年（平成15年）4月1日 - さいたま市の政令指定都市移行によって見沼区の大字となる。

## 世帯数と人口
2017年（平成29年）9月1日現在の世帯数と人口は以下の通りである。
| 大字 | 世帯数  | 人口  |
| ---- | ------- | ----- |
| 膝子 | 280世帯 | 700人 |

## 小・中学校の学区
市立小・中学校に通う場合、学区（校区）は以下の通りとなる。
| 番地 | 小学校                   | 中学校                 |
| ---- | ------------------------ | ---------------------- |
| 全域 | さいたま市立東宮下小学校 | さいたま市立七里中学校 |

## 交通

### 鉄道
町域内に鉄道は敷設されていない。最寄駅は東武野田線（東武アーバンパークライン）七里駅となる。

### 道路
- 埼玉県道105号さいたま鳩ヶ谷線
- 東楽園通り
- 緑のヘルシーロード - 遊歩道

### バス
- 国際興業バス
  - さいたま東営業所
    - 大04-3：大宮駅東口 - 堀の内橋 - 西中野 - 日大前 - 大谷 - 大宮東高校 - 東部リサイクルセンター（平日の朝夕のみ）
    - 東大81：さいたま東営業所 - 神宮台入口 - 七里駅入口 - 深作中 - アーバンみらい - 丸ヶ崎火の見下 - 東大宮駅
（東大宮駅→さいたま東営業所に深夜バスも運行・平日のみ2本）
    - 七里01：さいたま東営業所 - 神宮台入口 - 七里駅入口 - 深作中 - アーバンみらい

## 地域

### 寺社・史跡
- 膝子八幡神社
- 満蔵寺 - 市指定文化財の円空仏・板碑がある[4]。
- 曹洞宗光徳寺
- 膝子一里塚 - 見沼区大字膝子527-1他。日光御成道、日本橋から8里。さいたま市指定史跡[20]。
- 膝子塚

### 施設
- 七里総合公園
- 埼玉県立大宮東高等学校
- さいたま市東部環境センター
- 大瀧酒造[4] - 1884年（明治17年） 創業
- 老人福祉センター東楽園
- 膝子会館
- 下組会館
- 光徳寺公園
- 膝子公園